# Aleksej Nikolajevič Bahmetjev
Aleksej Nikolajevič Bahmetjev (rusko Алексе́й Никола́евич Бахме́тев), ruski general tatarskega rodu, * 1774, † 15. oktober 1841.
Bil je eden izmed pomembnejših generalov, ki so se borili med Napoleonovo invazijo na Rusijo; posledično je bil njegov portret dodan v Vojaško galerijo Zimskega dvorca.